# Brückengasse 11 (Limburg an der Lahn)
Koordinaten: 50° 23′ 22,8″ N, 8° 3′ 53″ O

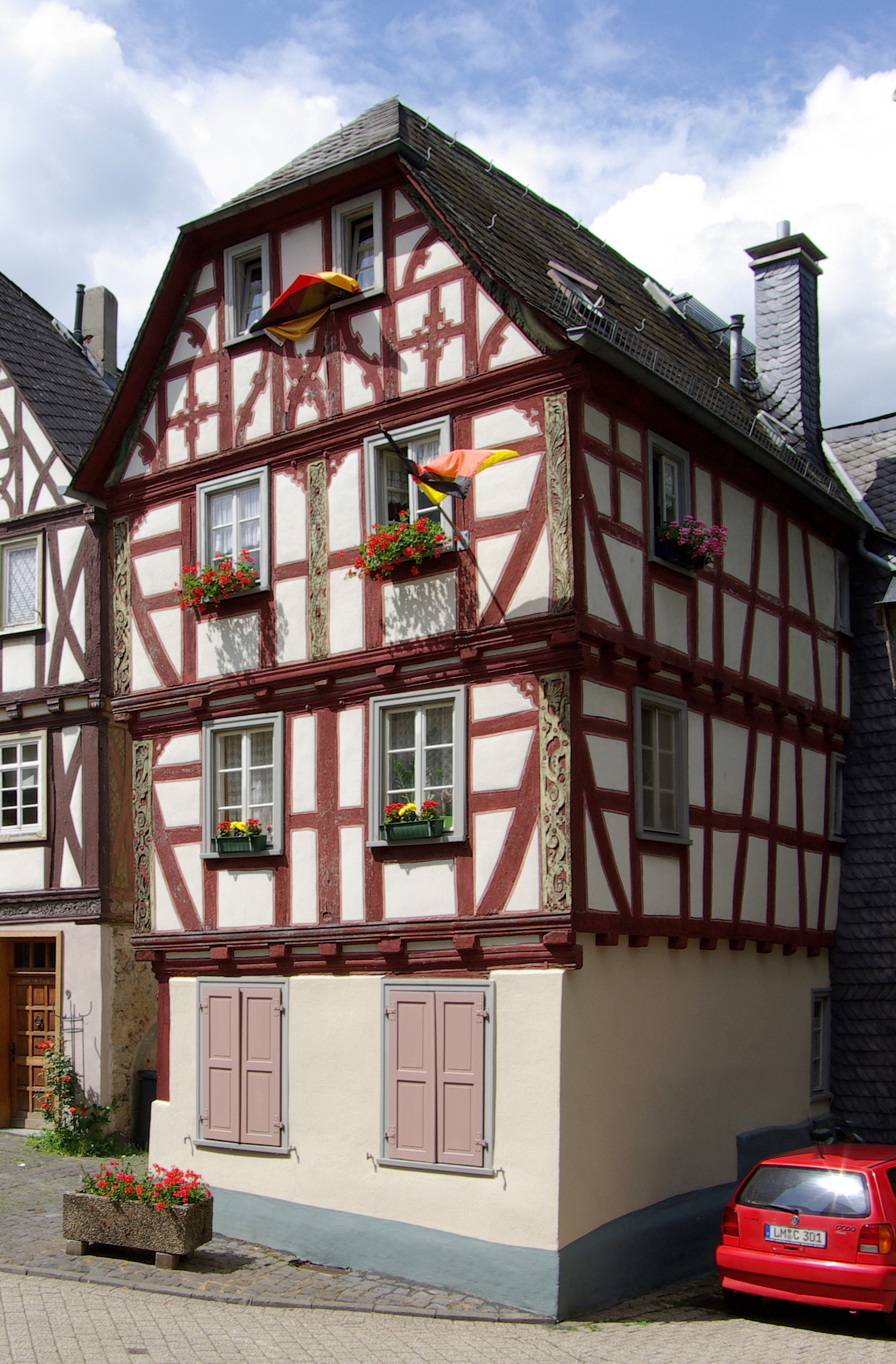
Das äußere Erscheinungsbild mit zahlreichen Verzierungen ist seit Beginn des 17. Jahrhunderts unverändert.

Das Haus Brückengasse 11 in Limburg an der Lahn ist ein denkmalgeschütztes Fachwerkhaus in unmittelbarer Nähe der Alten Lahnbrücke und Sichtweite der St.-Johannes-Kapelle.
Das dreistöckige Fachwerkhaus wurde um 1600 erbaut, Vorgängerbauten an gleicher Stelle lassen sich bis Anfang des 15. Jahrhunderts zurückdatieren. Besitzer des Grundstücks war seit 1568 Henrich Gerlach (Becker), der daher als wahrscheinlicher Bauherr gilt. 1615 übernahm Dietrich Becker (Leicht), mutmaßlich der Sohn des Vorbesitzers, das Anwesen. Das zugehörige Hinterhaus wurde seit 1598 bis in das frühe 18. Jahrhundert als Backhaus bezeichnet.
1655 gelangt das Fachwerkhaus in den Besitz der Nachfahren des Limburger Bürgermeisters Johann Müller, bevor es 1829 von Buchdrucker Georg Adam Schlinck ersteigert wird. Dieser richtet im Erdgeschoss eine Druckerei ein, in der ab 1838 mit dem von ihm gegründeten „Limburger Wochenblatt“ die erste städtische Zeitung erscheint. In den folgenden hundert Jahren beherbergt das Gebäude verschiedene Zeitungsverlage – noch für das Jahr 1937 ist es als Sitz der „Lahnzeitung“, einem Nachfolger des Wochenblatts, nachgewiesen. Im Zuge dieser gewerblichen Nutzung kam es zu verschiedenen Umbauten im Inneren, zudem wurde 1924 ein Anbau an der östlichen Traufseite errichtet.
Das Haus Brückengasse 11 steht aus geschichtlichen, kulturellen und städtebaulichen Gründen unter Denkmalschutz. In der Begründung wird dabei neben einer „hohe[n] umgebungsprägende[n] Bedeutung“ auch „lokalgeschichtliches Interesse“ aufgrund der Nutzung als Druckerei der ersten Limburger Zeitung angeführt.

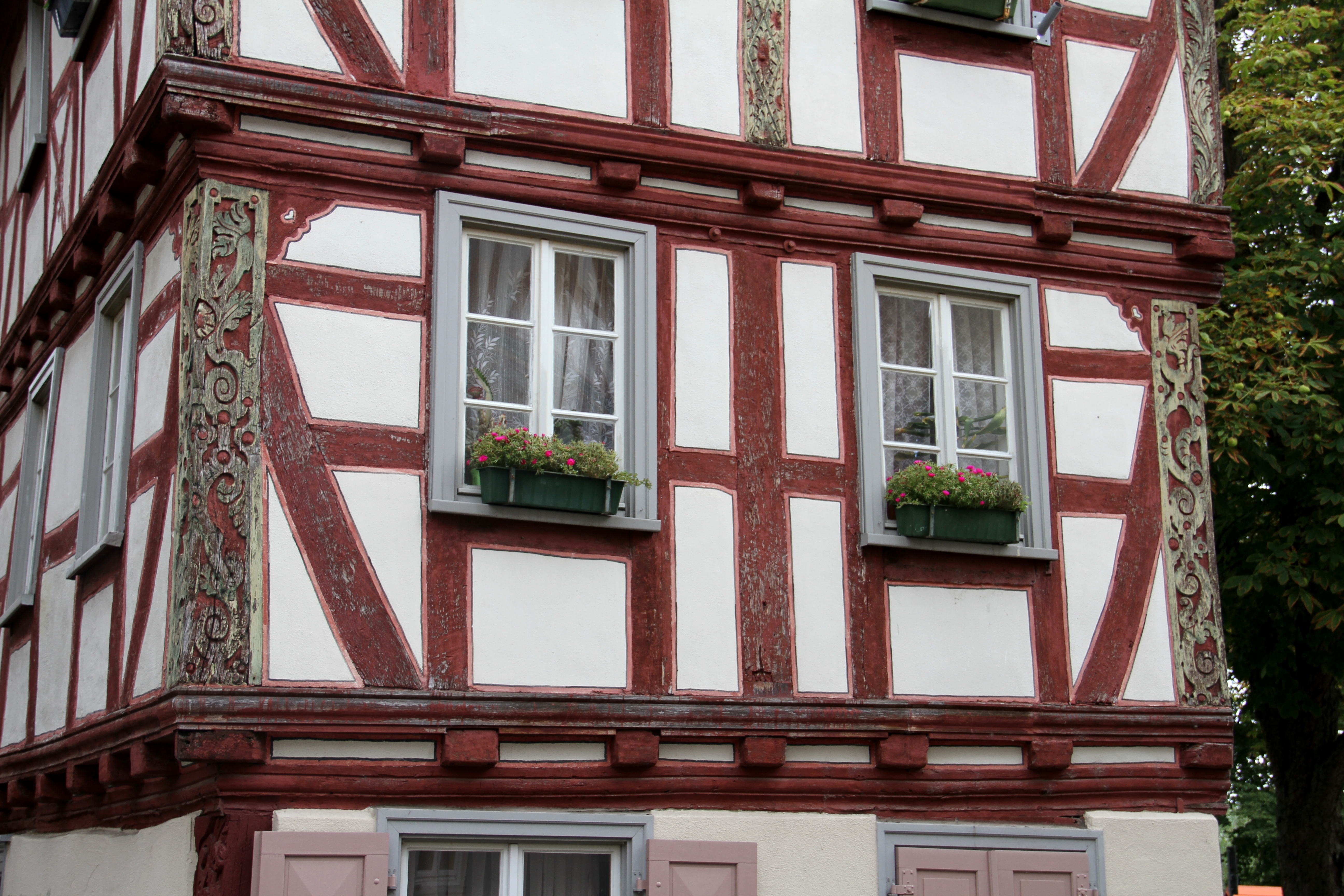
Eck- und Bundständer des Hauses sind reich beschnitzt
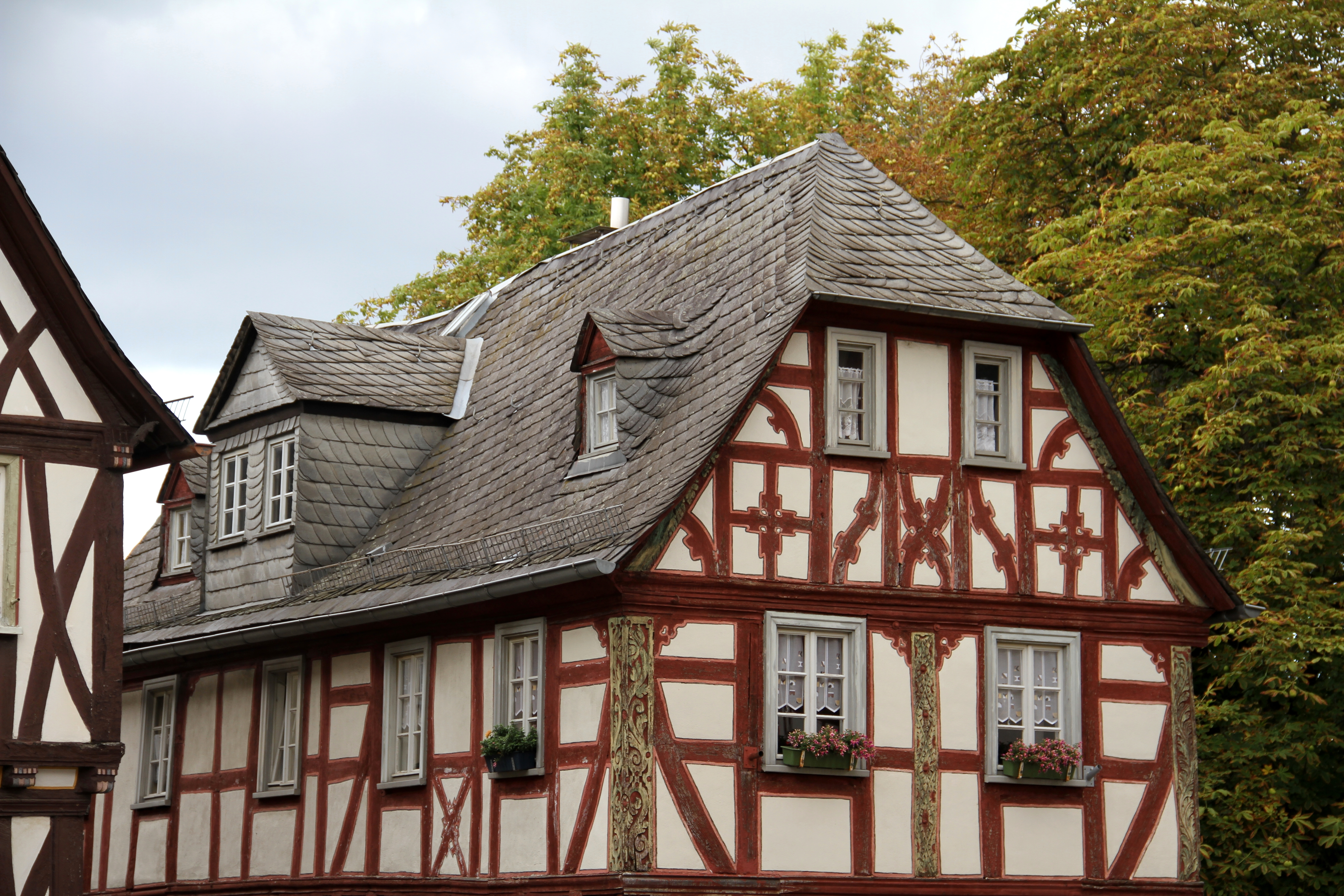
Am oberen Teil finden sich verschiedene Schmuckformen
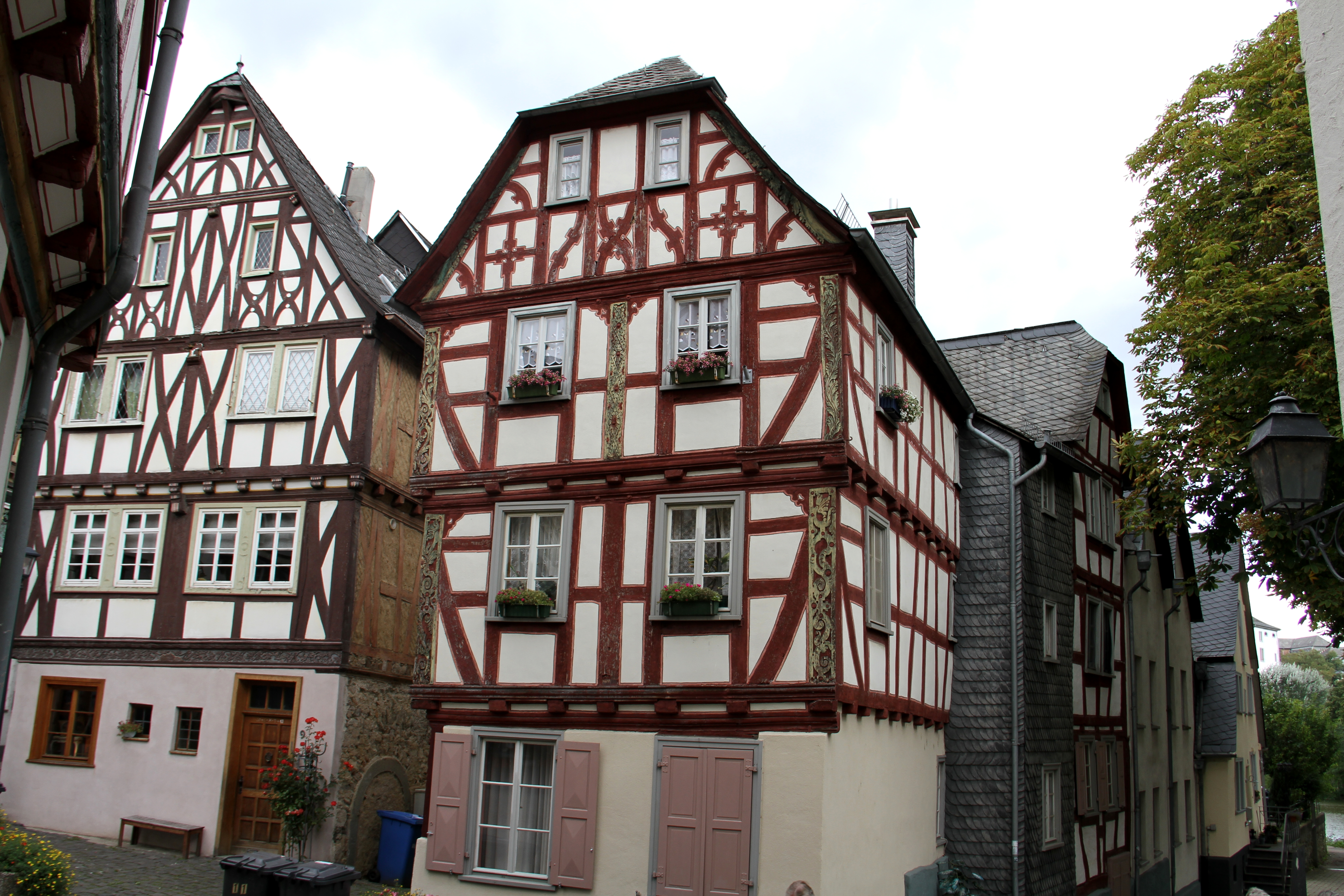
Ostseite mit dem 1924 errichteten Anbau